# Oulchy-le-Château

Oulchy-le-Château este o comună în departamentul Aisne din nordul Franței. În 1 ianuarie 2022 avea o populație de 811 de locuitori.